# Besleria pendula
Besleria pendula är en tvåhjärtbladig växtart som beskrevs av Johannes von Hanstein. Besleria pendula ingår i släktet Besleria och familjen Gesneriaceae. Inga underarter finns listade i Catalogue of Life.